# Озолсала (платформа)
О́золсала (латыш. Ozolsala) — остановочный пункт в Крустпилсской волости Крустпилсского края Латвии на железнодорожной линии Рига — Крустпилс.

## История
Разъезд Озолсала открыт в 1942 году, в 1956 году разработан проект постройки пассажирской платформы и деревянного павильона для остановочного пункта на разъезде. В 1974 году здесь построили небольшое пассажирское здание. В здании также есть жилые помещения, зарегистрированные как Озолсала 2. С укладкой второго пути в 2014 году разъезд Озолсала стал остановочным пунктом.